# Канефер
Канефер (XXV ст. до н. е. ) — давньоєгипетський державний діяч, верховний жрець Ра.

## Життєпис
Походив з IV династії. Висувається теорія, що він був сином фараона Снофру, хоча найпевніше Канефер був його онуком. Про його кар'єру достеменно невідомо. 
Знано лише про посади Канефера: верховного жерця Ра, чаті, очільник лучників фараона. Ймовірно, брав участь у війна за часів IV династії. Період кар'єри, напевне, переважно припав на час фараона Хуфу.
Поховано в мастабі DAM 15 в некрополі Дахшур.

## Родина
- Каваб
- Канефер II
- Мересанх